# Hebrus
Hebrus is een geslacht van wantsen uit de familie van de Hebridae. Het geslacht werd voor het eerst wetenschappelijk beschreven door Curtis in 1833.

## Soorten
Het genus bevat de volgende soorten:

- Hebrus acutiscutatus Brown, 1951
- Hebrus adrienneaebrasili Poisson, 1944
- Hebrus africanus Poisson, 1934
- Hebrus alaotranus Poisson, 1949
- Hebrus alluaudi Poisson, 1944
- Hebrus alvearensis Stella & Pall, 2018
- Hebrus angolensis Hoberlandt, 1951
- Hebrus anjouani Poisson, 1959
- Hebrus antinous Linnavuori, 1981
- Hebrus aristomides Linnavuori, 1981
- Hebrus arkhippe Cobben & Linnavuori, 1983
- Hebrus atlas Kment, Jindra & Berchi, 2016
- Hebrus atratus (Distant, 1909)
- Hebrus axillaris Horváth, 1902
- Hebrus baigomi Poisson, 1951
- Hebrus balnearis Bergroth, 1918
- Hebrus beameri Porter, 1952
- Hebrus bengalensis Distant, 1909
- Hebrus bergrothi Horváth, 1929
- Hebrus berononoi Poisson, 1952
- Hebrus bertrandi Poisson, 1960
- Hebrus bilineatus Champion, 1898
- Hebrus bimaculatus Cobben, 1982
- Hebrus birmensis Zettel, 2011
- Hebrus bituberculatus Zettel, 2006
- Hebrus bombayensis Paiva, 1919
- Hebrus boukali Zettel, 2000
- Hebrus browni Poisson, 1956
- Hebrus buenoi Drake & Harris, 1943
- Hebrus burmeisteri Lethierry & Severin, 1896
- Hebrus caeruleus Poisson, 1934
- Hebrus campestris Linnavuori, 1971
- Hebrus camposi Drake & Chapman, 1954
- Hebrus carayoni Poisson, 1951
- Hebrus catus Drake & Chapman, 1958
- Hebrus cebuensis Zettel, 2006
- Hebrus chappuisi Poisson, 1944
- Hebrus comatus Drake & Harris, 1943
- Hebrus concinnus Uhler, 1894
- Hebrus consolidus Uhler, 1894
- Hebrus cruciatus (Distant, 1910)
- Hebrus dartevellei Poisson, 1957
- Hebrus drakei Porter, 1959
- Hebrus dubius Poisson, 1944
- Hebrus eckerleini (Jordan, 1954)
- Hebrus ecuadorensis Drake & Harris, 1943
- Hebrus ecuadoris Drake & Harris, 1943
- Hebrus elegans Lundblad, 1933
- Hebrus elimatus Drake & Cobben, 1943
- Hebrus engaeus Drake & Chapman, 1958
- Hebrus fischeri Zettel, 2004
- Hebrus franzi (Wagner, 1957)
- Hebrus fulvinervis Horváth, 1929
- Hebrus gembuanus Linnavuori, 1981
- Hebrus gerardi Poisson, 1950
- Hebrus gidshaensis Cobben, 1982
- Hebrus gloriosus Drake & Harris, 1943
- Hebrus haddeni Porter, 1954
- Hebrus hamdoumi Poisson, 1951
- Hebrus harrisi Porter, 1959
- Hebrus hasegawai Miyamoto, 1964
- Hebrus hirsutulus Zettel, 2004
- Hebrus hirsutus Champion, 1898
- Hebrus hissarensis Kanyukova, 1997
- Hebrus hoberlandti Porter, 1959
- Hebrus houti Poisson, 1956
- Hebrus hubbardi Porter, 1952
- Hebrus humeralis Horváth, 1929
- Hebrus hungerfordi Drake & Harris, 1943
- Hebrus ifellus Linnavuori, 1973
- Hebrus iheriri Poisson, 1953
- Hebrus ilaira Cobben & Linnavuori, 1983
- Hebrus ilocanus Zettel, 2014
- Hebrus isaloi Poisson, 1951
- Hebrus jeanneli Poisson, 1944
- Hebrus judithae Zettel, 2006
- Hebrus kanseniae Poisson, 1950
- Hebrus kasompii Poisson, 1964
- Hebrus katompei Poisson, 1950
- Hebrus kheiron Linnavuori, 1981
- Hebrus kiritshenkoi Kanyukova, 1997
- Hebrus kundelungui Poisson, 1957
- Hebrus lacunatus Drake & Chapman, 1958
- Hebrus lacustris Zettel, 2006
- Hebrus laeviventris Champion, 1898
- Hebrus latensis (Hale, 1926)
- Hebrus leleupi Cobben, 1982
- Hebrus liliimacula Horváth, 1929
- Hebrus limnaeus Drake & Chapman, 1958
- Hebrus linnavuorii J. Polhemus, 1989
- Hebrus lokobei Poisson, 1951
- Hebrus longicornis Linnavuori, 1981
- Hebrus longipilosus Zettel, 2002
- Hebrus longisetosus Zettel, 2004
- Hebrus longivillus J. Polhemus & McKinnon, 1983
- Hebrus lucidus Poisson, 1952
- Hebrus machadoi Hoberlandt, 1951
- Hebrus major Champion, 1898
- Hebrus manamboloi Poisson, 1952
- Hebrus mancinii Poisson, 1955
- Hebrus mangrovensis J. Polhemus & D. Polhemus, 1989
- Hebrus megacephalus Miyamoto, 1965
- Hebrus mizae Hoberlandt, 1951
- Hebrus modestus Poisson, 1952
- Hebrus montanus Kolenati, 1857
- Hebrus monteithii Lansbury, 1990
- Hebrus murphyi Zettel, 2004
- Hebrus nasus Zettel, 2000
- Hebrus nereis J. Polhemus & D. Polhemus, 1989
- Hebrus nieseri Zettel, 2004
- Hebrus nipponicus Horváth, 1929
- Hebrus nkoupi Poisson, 1951
- Hebrus nourlangiei Lansbury, 1990
- Hebrus nubilis Drake & Harris, 1943
- Hebrus obscura Polhemus & Chapman, 1966
- Hebrus orientalis Distant, 1904
- Hebrus oxianus Kanyukova, 1997
- Hebrus palawanensis Zettel, 2004
- Hebrus pamanzii Poisson, 1959
- Hebrus pangantihoni Zettel, 2006
- Hebrus papuanus Horváth, 1929
- Hebrus parameralis Zettel, 2004
- Hebrus parvulus Stål, 1858
- Hebrus paulus Drake & Harris, 1943
- Hebrus peculiaris Horváth, 1929
- Hebrus perplexus Poisson, 1944
- Hebrus philippinus Zettel, 2006
- Hebrus pictipennis Zettel, 2004
- Hebrus pilipes Kanyukova, 1997
- Hebrus pilosellus Kanyukova, 1997
- Hebrus pilosidorsus J. Polhemus & Chapman, 1970
- Hebrus pilosus Andersen & Weir, 2004
- Hebrus plaumanni Porter, 1952
- Hebrus polysetosus Zettel, 2004
- Hebrus priscus Drake & Harris, 1943
- Hebrus pseudocruciatus Zettel, 2004
- Hebrus pseudopusillus Cobben, 1982
- Hebrus pudoris Drake & Harris, 1943
- Hebrus pusillus (Fallén, 1807)
- Hebrus rhodesiana Poisson, 1964
- Hebrus rogbanei Poisson, 1960
- Hebrus rufescens Bergroth, 1918
- Hebrus ruficeps Thomson, 1871
- Hebrus saxatilis Linnavuori, 1971
- Hebrus schillhammeri Zettel, 2011
- Hebrus scutelloacutus Poisson, 1952
- Hebrus seychellensis D. Polhemus, 1992
- Hebrus seyferti Zettel, 2006
- Hebrus sobrinus Uhler, 1877
- Hebrus spiculus J. Polhemus & McKinnon, 1983
- Hebrus spinitibialis Cobben, 1982
- Hebrus sulcatus Champion, 1898
- Hebrus syriacus Horváth, 1896
- Hebrus thymoma Cobben & Linnavuori, 1983
- Hebrus timasiformis Zettel, 2004
- Hebrus tsimbazazae Poisson, 1951
- Hebrus tuberculifer Zettel, 2006
- Hebrus tuckahoana Drake & Chapman, 1954
- Hebrus ullrichi Zettel, 2004
- Hebrus ulului Poisson, 1960
- Hebrus usingeri Drake & Harris, 1943
- Hebrus vaillanti Poisson, 1953
- Hebrus vietnamensis Zettel & Tran, 2016
- Hebrus violaceus Poisson, 1944
- Hebrus wygodzinskyi Hoberlandt, 1951